# Robert Kimbrough
Robert Shane Kimbrough (født 4. juni 1967 i Texas) er en NASA-astronaut, han har fløjet en rumfærge-flyvning som missionsspecialist på rumfærge-missionen STS-126. Kimbrough har fuldført to rumvandringer.